# クアットロ・カステッラ
クアットロ・カステッラ（伊: Quattro Castella）は、イタリア共和国エミリア＝ロマーニャ州レッジョ・エミリア県にある、人口約13,100人の基礎自治体（コムーネ）。

## 地理

### 位置・広がり

#### 隣接コムーネ
隣接するコムーネは以下の通り。
- アルビネーア
- ビッビアーノ
- レッジョ・エミーリア
- サン・ポーロ・デンツァ
- ヴェッツァーノ・スル・クロストロ

### 気候分類・地震分類
クアットロ・カステッラにおけるイタリアの気候分類 (it) および度日は、zona E, 2400 GGである。
また、イタリアの地震リスク階級 (it) では、zona 3 (sismicità bassa) に分類される。

## 行政

### 分離集落
クアットロ・カステッラには以下の分離集落（フラツィオーネ）がある。
- Bedogno, Boschi, Braglie, Ca'Fornace, Calinzano, Casa Valle, Forche, La Fornace, Mangallana, Montecavolo, Orologia, Pamperduto, Piazza Navona, Puianello, Roncolo, Rubbianino, Salvarano, Scampate, Selvarola

## 姉妹都市
- ブゼト、クロアチア 1978年
- ヴァイルブルク、ドイツ 2002年